# You Had It Coming
You Had It Coming è l'ottavo album discografico in studio del chitarrista britannico Jeff Beck, pubblicato nel 2001.

## Tracce
1. Earthquake – 3:18 (Jennifer Batten)
2. Roy's Toy – 3:35 (Jeff Beck, Aiden Love, Andy Wright)
3. Dirty Mind – 3:50 (Beck, Love, Wright)
4. Rollin' and Tumblin' – 3:12 (Muddy Waters)
5. Nadia – 3:50 (Nitin Sawhney)
6. Loose Cannon – 5:17 (Beck, Batten, Wright)
7. Rosebud – 3:44 (Beck, Randy Hope-Taylor, Wright)
8. Left Hook – 4:22 (Beck, Steve Alexander, Wright)
9. Blackbird – 1:27 (Beck)
10. Suspension – 3:20 (Beck, Wright)